# 流れ者 (映画)
『流れ者』（Le Voyou）は、1970年に公開されたフランスの映画。元弁護士が犯罪計画を仲間と行う様子を軽快に描いたフィルム・ノワール作品である。監督はクロード・ルルーシュ。出演はジャン＝ルイ・トランティニャンなど。
原題の“Voyou”は、賎しく教養のない連中という意味の仏俗語である。
第16回ダヴィッド・ディ・ドナテッロ賞にて、外国人監督賞を受賞した。

## キャスト
| 役名               | 俳優                           | 日本語吹替                         |
| 役名               | 俳優                           | TBS版                              |
| ------------------ | ------------------------------ | ---------------------------------- |
| シモン・デュロック | ジャン＝ルイ・トランティニャン | 西沢利明                           |
| マルティーヌ       | クリスティーヌ・ルルーシュ     | 北島マヤ                           |
| シャルル           | シャルル・ジェラール           | 加藤精三                           |
| 警部               | イヴ・ロベール                 | 阪脩                               |
| チャールズ・ガロワ | シャルル・デネ                 | 富山敬                             |
| ジャニーヌ         | ダニエル・ドロルム             | 小谷野美智子                       |
| ガロワ夫人         | ジュディット・マーレ           |                                    |
|                    |                                |                                    |
| 演出               | 演出                           | 加藤敏                             |
| 翻訳               | 翻訳                           | 木原たけし                         |
| 効果               |                                |                                    |
| 調整               |                                |                                    |
| 制作               | 制作                           | 東北新社                           |
| 解説               | 解説                           | 荻昌弘                             |
| 初回放送           | 初回放送                       | 1976年9月20日 『月曜ロードショー』 |

## スタッフ
- 監督・台詞：クロード・ルルーシュ
- 脚本：クロード・ルルーシュ、ピエール・ユイッテルヘーベン（フランス語版）、クロード・ピノトー、ジャンカルロ・ボナ
- 撮影：ジャン・コロン（フランス語版）
- 音楽：フランシス・レイ